# Jamie Thomas
Pour les articles homonymes, voir Thomas.
Jamie Thomas, également connu sous le sobriquet de The Chief, est né le 11 octobre 1974 à Dothan, Alabama. Il est un skateboarder professionnel américain, originaire de l'Alabama qui réside actuellement en Californie.

## Carrière professionnelle
Jamie Thomas fut d'abord remarqué par Real Skateboards. Cette nouvelle réalité le pousse à venir s'établir en Californie avec son ami Sean Youg. Alors qu'il habite San Francisco, il change de sponsor pour une compagnie nommée Experience Skateboard. La compagnie fait rapidement faillite, mais elle permet tout de même à Jamie Thomas de devenir professionnel.
Ce tournant dans sa carrière le pousse à déménager dans le sud de la Californie où il sera commandité par Invisible Skateboards. Lors de la production de leur vidéo, Laban Pheidas décide que la 'part' de Jamie Thomas sera la dernière partie de la vidéo (on accorde généralement la dernière 'part' au meilleur skateur). Il quitte Invisible pour aller rejoindre son ami Ed Templeton chez Toy Machine. C'est à cette époque qu'est produit le film Welcome to Hell. La partie de Jamie Thomas dans ce film est légendaire. Devenu une figure incontournable[réf. nécessaire] de la scène du skateboard, il décide de créer sa propre compagnie qui fabrique des t-shirt qui sont distribués par Tum Yeto. Plus tard, cette compagnie deviendra Zero Skateboards.

### Leap of Faith
C'est dans le film de Zero Thrill Of it All (1997) que Jamie Thomas tente de sauter le "Leap of Faith" : un gap de 5,6 mètres de haut. Ce gap se trouve à Point Loma High School (en) à San Diego (Californie). Il ne réussit pas l'exploit mais s'en tire sans aucune fracture ce qui est en soi un exploit. Sa planche s'est brisée à l'atterrissage.

## Apparition dans les jeux vidéo
On peut jouer le personnage de Jamie Thomas dans les cinq premiers Tony Hawk.  Le dernier jeu dans lequel il était un personnage jouable est le remake de Tony Hawk's Pro Skater 1 et 2 sorti en 2020.  

## Intérêts dans le monde des affaires
Jamie Thomas est le propriétaire et président de la compagnie  de Zero Skateboards,$lave Skateboard. Il vend Fallen Footwear en 2016 au groupe propriétaire d O'Neill. Il est le récipiendaire du prix "Entrepreneur of the Year" (2006) donné par Ernst & Young. Sans sponsors shoes ;  Il crée  en 2017 Straye, nouvelle marque de Footwear avec une autre vision d'affaires que Fallen, Cette marque a pour vision avec des modèles classiques, faire la chaussures de demain .

## Vie personnelle
Jamie Thomas est marié à Joanne et a deux enfants. Il réside à Encinitas en Californie. Il est un chrétien. D'ailleurs, plusieurs dessins de ses planches sont à caractère religieux.

## Référence dans la culture
Le guitariste de la formation Blur, Graham Coxon, a écrit une chanson qui a pour titre Jamie Thomas qui se retrouve sur son deuxième album solo, The Golden D. Il affirme l'avoir écrite en l'honneur de son skateboarder préféré.

## Commanditaires
En plus de la marque dont il est propriétaire, Zero J.Thomas est régulièrement commandité par les compagnies suivantes :
- Zero Skateboards (propriétaire)
- Straye  (depuis 2017)
- Thunder Trucks
- Bones Swiss Bearings
- Mob Grip
- Ollo Clip
- Active Ride Shop
- Roark Revival
- Fred Water
- Bull Taco
- Official Skate

## Filmographie
- The Invisible Video (1994)
- Toy Machine Heavy Metal (1995)
- Etnies High Five (1995)
- Toy Machine Welcome to Hell (1996)
- Emerica Yellow (1997) (la marque était plus connue comme Etnies America avant Yellow)
- Zero Thrill of it All (1997)
- Zero Misled Youth (1999)
- Transworld's Chomp on This (2002)
- Zero Dying to Live (2002)
- Zero New Blood (2004)
- Faith Skate Supply's Reason to Believe(2004)
- Thrasher King of the Road 2004
- Thrasher King of the Road 2005
- Thrasher King of the Road 2006
- Fallen Ride the Sky (2008)
- Zero Strange World (pour octobre 2009)
- Zero damn it all (2019)